# Gemini 5
Gemini 5 fue una misión espacial tripulada del programa Gemini, de la NASA, realizada en agosto de 1965. Fue el tercer vuelo tripulado del programa Gemini, y el undécimo del programa espacial estadounidense. Superó el record de una semana en el espacio.

## Tripulación
- Gordon Cooper, Comandante
- Charles Conrad, Piloto

### Tripulación de reemplazo
- Neil Armstrong
- Elliot M. See, Jr.